# Gisela Mauermayer
Gisela Mauermayer (Monaco di Baviera, 24 novembre 1913 – Monaco di Baviera, 9 gennaio 1995) è stata una discobola e pesista tedesca, vincitrice della medaglia d'oro alle Olimpiadi di Berlino 1936.
Ha battuto sei volte il record mondiale, che ha detenuto per tredici anni, fra il 1935 e il 1948.